# Rally d'Argentina 1999
Il Rally d'Argentina 1999, ufficialmente denominato 19º Rally Argentina, è stata la settima prova del campionato del mondo rally 1999 nonché la diciannovesima edizione del Rally d'Argentina e la diciottesima con valenza mondiale. La manifestazione si è svolta dal 22 al 25 maggio sui duri sterrati che attraversano gli altopiani della Provincia di Córdoba, in Argentina.
L'evento è stato vinto dal finlandese Juha Kankkunen, navigato dal connazionale Juha Repo, al volante di una Subaru Impreza WRC99 del Subaru World Rally Team ufficiale, davanti alla coppie britannica formata da Richard Burns e Robert Reid, compagni di squadra dei vincitori, e a quella francese composta da Didier Auriol e Denis Giraudet, su Toyota Corolla WRC del Toyota Castrol Team.

## Dati della prova
| Denominazione ufficiale             | Rally Argentina |
| Edizione N°                         | 19 |
| Tappa N°                            | 7 di 14 |
| Data manifestazione                 | da sabato 22/05/1999 a martedì 25/05/1999 |
| Sede ospitante                      | Córdoba (dipartimento di Capital, provincia di Córdoba) |
| Sede parco assistenza               | Prima frazione: Villa Carlos Paz ed El Condor (dipartimento di Punilla, provincia di Córdoba); Mina Clavero (dipartimento di San Alberto, provincia di Córdoba); Cordoba Ferior, Córdoba (dipartimento di Capital, provincia di Córdoba). Seconda frazione: La Cumbre (dipartimento di Punilla). Terza frazione: Santa Rosa de Calamuchita (dipartimento di Calamuchita, provincia di Córdoba). |
| Superficie                          | Terra |
| Iscritti                            | 84 |
| Partiti                             | 72 |
| Arrivati                            | 25 (34,7%) |
| Prove speciali                      | 22 |
| Prova più breve                     | 3,40 km (PS11: Colonia Caroya) |
| Prova più lunga                     | 28,93 km (PS12: Ascochinga - La Cumbre) |
| Prova più lenta                     | velocità media di 69,07 km/h (PS3: Giulio Cesare - Mina Clavero) |
| Prova più veloce                    | velocità media di 120,82 km/h (PS7: Cura Brochero - Nono 2) |
| Lunghezza prove speciali            | 396,63 km (23,8% della distanza totale) |
| Lunghezza complessiva trasferimenti | 1131,52 km |
| Distanza totale effettiva           | 1528,15 km |

## Itinerario
| Frazione   | Data   | Prova  | Ora    | Nome                                            | Lunghezza | Totale    |
| ---------- | ------ | ------ | ------ | ----------------------------------------------- | --------- | --------- |
| Frazione 1 | 22 mag | PS1    | 14:30  | SSS Camping General San Martin                  | 3,97 km   | 136,71 km |
| Frazione 1 | 22 mag |        | 15:30  | Assistenza – Villa Carlos Paz (20 min)          | –         | 136,71 km |
| Frazione 1 | 23 mag |        | 08:36  | Assistenza – El Condor (10 min)                 | –         | 136,71 km |
| Frazione 1 | 23 mag | PS2    | 09:03  | El Condor - Copina A                            | 8,39 km   | 136,71 km |
| Frazione 1 | 23 mag | PS3    | 10:01  | Giulio Cesare - Mina Clavero                    | 19,23 km  | 136,71 km |
| Frazione 1 | 23 mag | PS4    | 10:40  | Cura Brochero - Nono 1                          | 19,26 km  | 136,71 km |
| Frazione 1 | 23 mag |        | 11:08  | Assistenza – Mina Clavero (20 min)              | –         | 136,71 km |
| Frazione 1 | 23 mag | PS5    | 12:12  | Chamico - Ambul                                 | 24,82 km  | 136,71 km |
| Frazione 1 | 23 mag | PS6    | 12:54  | El Mirador - San Lorenzo                        | 20,70 km  | 136,71 km |
| Frazione 1 | 23 mag |        | 13:20  | Assistenza – Mina Clavero (20 min)              | –         | 136,71 km |
| Frazione 1 | 23 mag | PS7    | 14:03  | Cura Brochero - Nono 2                          | 19,26 km  | 136,71 km |
| Frazione 1 | 23 mag | PS8    | 15:21  | El Condor - Copina B                            | 16,98 km  | 136,71 km |
| Frazione 1 | 23 mag | PS9    | 16:38  | Camping General San Martin                      | 4,10 km   | 136,71 km |
| Frazione 1 | 23 mag |        | 17:43  | Assistenza – Cordoba Ferior, Córdoba (45 min)   | –         | 136,71 km |
|            |        |        |        |                                                 |           |           |
| Frazione 2 | 24 mag |        | 08:26  | Assistenza – La Cumbre (10 min)                 | –         | 125,70 km |
| Frazione 2 | 24 mag | PS10   | 08:58  | La Cumbre - Agua de Oro                         | 23,67 km  | 125,70 km |
| Frazione 2 | 24 mag | PS11   | 09:59  | Colonia Caroya                                  | 3.40 km   | 125,70 km |
| Frazione 2 | 24 mag | PS12   | 10:45  | Ascochinga - La Cumbre                          | 28,93 km  | 125,70 km |
| Frazione 2 | 24 mag |        | 11:29  | Assistenza – La Cumbre (20 min)                 | –         | 125,70 km |
| Frazione 2 | 24 mag | PS13   | 12:55  | Tanti - Cosquin                                 | 16,14 km  | 125,70 km |
| Frazione 2 | 24 mag | PS14   | 13:48  | Villa Giardino - La Falda                       | 22,53 km  | 125,70 km |
| Frazione 2 | 24 mag |        | 14:29  | Assistenza – La Cumbre (20 min)                 | –         | 125,70 km |
| Frazione 2 | 24 mag | PS15   | 15:28  | Capilla Monte - San Marcos Sierra               | 23,03 km  | 125,70 km |
| Frazione 2 | 24 mag | PS16   | 15:59  | San Marcos Sierra - Charbonier                  | 9,80 km   | 125,70 km |
| Frazione 2 | 24 mag |        | 16:33  | Assistenza – La Cumbre (45 min)                 | –         | 125,70 km |
|            |        |        |        |                                                 |           |           |
| Frazione 3 | 25 mag |        | 09:05  | Assistenza – Santa Rosa de Calamuchita (10 min) | –         | 132,42 km |
| Frazione 3 | 25 mag | PS17   | 09:28  | Santa Rosa de Calamuchita - San Agustin 1       | 26,16 km  | 132,42 km |
| Frazione 3 | 25 mag | PS18   | 10:11  | Las Bajadas - Villa del Dique 1                 | 18,72 km  | 132,42 km |
| Frazione 3 | 25 mag |        | 10:42  | Assistenza – Santa Rosa de Calamuchita (20 min) | –         | 132,42 km |
| Frazione 3 | 25 mag | PS19   | 11:27  | Amboy - Santa Rosa de Calamuchita 1             | 21,33 km  | 132,42 km |
| Frazione 3 | 25 mag |        | 12:10  | Assistenza – Santa Rosa de Calamuchita (20 min) | –         | 132,42 km |
| Frazione 3 | 25 mag | PS20   | 12:43  | Santa Rosa de Calamuchita - San Agustin 2       | 26,16 km  | 132,42 km |
| Frazione 3 | 25 mag | PS21   | 13:26  | Las Bajadas - Villa del Dique 2                 | 18,72 km  | 132,42 km |
| Frazione 3 | 25 mag |        | 13:57  | Assistenza – Santa Rosa de Calamuchita (20 min) | –         | 132,42 km |
| Frazione 3 | 25 mag | PS22   | 14:42  | Amboy - Santa Rosa de Calamuchita 2             | 21,33 km  | 132,42 km |
| Frazione 3 | 25 mag |        | 15:10  | Assistenza – Santa Rosa de Calamuchita (20 min) | –         | 132,42 km |
| Totale     | Totale | Totale | Totale | Totale                                          | Totale    | 396,63 km |

## Risultati

### Classifica
| Pos.                                 | Nº       | Pilota             | Co-pilota            | Auto                     | Squadra                      | Classe    | Tempo     | Distacco | Punti    |
| Generale                             | Generale | Generale           | Generale             | Generale                 | Generale                     | Generale  | Generale  | Generale | Generale |
| ------------------------------------ | -------- | ------------------ | -------------------- | ------------------------ | ---------------------------- | --------- | --------- | -------- | -------- |
| 1.                                   | 6        | Juha Kankkunen     | Juha Repo            | Subaru Impreza WRC99     | Subaru World Rally Team      | WRC       | 4h17'15"4 | –        | 10       |
| 2.                                   | 5        | Richard Burns      | Robert Reid          | Subaru Impreza WRC99     | Subaru World Rally Team      | WRC       | 4h17'17"8 | +2"4     | 6        |
| 3.                                   | 4        | Didier Auriol      | Denis Giraudet       | Toyota Corolla WRC       | Toyota Castrol Team          | WRC       | 4h17'55"0 | +39"6    | 4        |
| 4.                                   | 1        | Tommi Mäkinen      | Risto Mannisenmäki   | Mitsubishi Lancer Evo VI | Marlboro Mitsubishi Ralliart | WRC       | 4h18'40"6 | +1'25"2  | 3        |
| 5.                                   | 3        | Carlos Sainz       | Luis Moya            | Toyota Corolla WRC       | Toyota Castrol Team          | WRC       | 4h19'43"5 | +2'28"1  | 2        |
| 6.                                   | 8        | Thomas Rådström    | Fred Gallagher       | Ford Focus WRC           | Ford Motor Co Ltd            | WRC       | 4h22'07"3 | +4'51"9  | 1        |
| 7.                                   | 15       | Gustavo Trelles    | Martin Christie      | Mitsubishi Lancer Evo V  | Ralliart Italia              | N4 / PWRC | 4h39'46"2 | +22'30"8 | -        |
| 8.                                   | 19       | Jorge Recalde      | José Garcia          | Mitsubishi Lancer Evo V  | -                            | N4 / PWRC | 4h41'09"0 | +23'53"6 | -        |
| 9.                                   | 25       | Claudio Menzi      | Rodolfo Ortiz        | Subaru Impreza WRX       | -                            | N4 / PWRC | 4h41'33"0 | +24'17"6 | -        |
| 10.                                  | 12       | Frédéric Dor       | Kevin Gormley        | Subaru Impreza WRC97     | F.Dor Rally Team             | WRC / TC  | 4h45'18"2 | +28'02"8 | -        |
| Campionato piloti vetture produzione |          |                    |                      |                          |                              |           |           |          |          |
| 1. (7.)                              | 15       | Gustavo Trelles    | Martin Christie      | Mitsubishi Lancer Evo V  | Ralliart Italia              | N4 / PWRC | 4h39'46"2 | –        | 13       |
| 2. (8.)                              | 19       | Jorge Recalde      | José Garcia          | Mitsubishi Lancer Evo V  | -                            | N4 / PWRC | 4h41'09"0 | +1'22"8  | 8        |
| 3. (9.)                              | 25       | Claudio Menzi      | Rodolfo Ortiz        | Subaru Impreza WRX       | -                            | N4 / PWRC | 4h41'33"0 | +1'46"8  | 5        |
| 4. (11.)                             | 27       | Oscar Chiaramello  | Fernando Chiaramello | Mitsubishi Lancer Evo V  | -                            | N4 / PWRC | 4h50'40"5 | +10'54"3 | 3        |
| 5. (12.)                             | 30       | Adriana Manzanares | Santos Manzanares    | Subaru Impreza WRX       | -                            | N4 / PWRC | 5h02'33"1 | +22'46"9 | 2        |
| 6. (13.)                             | 43       | Miguel Centeno     | Edsel Bruno          | Mitsubishi Lancer Evo IV | -                            | N4 / PWRC | 5h25'25"6 | +45'39"4 | 1        |
| Coppa FIA squadre                    |          |                    |                      |                          |                              |           |           |          |          |
| 1. (10.)                             | 12       | Frédéric Dor       | Kevin Gormley        | Subaru Impreza WRC97     | F.Dor Rally Team             | WRC / TC  | 4h45'18"2 | –        | 10       |
| Coppa FIA 2 litri costruttori        |          |                    |                      |                          |                              |           |           |          |          |
| 1. (19.)                             | 61       | Ricardo Bissio     | Claudio Henin        | Renault 18 GTX           | -                            | A7 / 2L   | 5h41'29"7 | –        | 10       |

| Principali ritiri | Principali ritiri | Principali ritiri | Principali ritiri | Principali ritiri            | Principali ritiri            | Principali ritiri | Principali ritiri  | Principali ritiri |
| PS                | Nº                | Pilota            | Co-pilota         | Auto                         | Squadra                      | Classe            | Causa              | Pos.              |
| ----------------- | ----------------- | ----------------- | ----------------- | ---------------------------- | ---------------------------- | ----------------- | ------------------ | ----------------- |
| PS 3              | 7                 | Colin McRae       | Nicky Grist       | Ford Focus WRC               | Ford Motor Co Ltd            | WRC               | Sospensione        | 2º                |
| PS 15             | 9                 | Harri Rovanperä   | Risto Pietiläinen | SEAT Córdoba WRC             | SEAT Sport                   | WRC               | Motore             | 15º               |
| PS 17             | 2                 | Freddy Loix       | Sven Smeets       | Mitsubishi Carisma GT Evo VI | Marlboro Mitsubishi Ralliart | WRC               | Sospensione        | 8º                |
| PS 22             | 10                | Piero Liatti      | Carlo Cassina     | SEAT Córdoba WRC             | SEAT Sport                   | WRC               | Danno da incidente | 7º                |

Legenda
| Icona | Classe                                                                                  |
| ----- | --------------------------------------------------------------------------------------- |
| WRC   | Equipaggio che può conquistare punti per il campionato costruttori WRC                  |
| WRC   | Equipaggio di classe A8 che non può conquistare punti per il campionato costruttori WRC |
| PWRC  | Equipaggio registrato al campionato PWRC                                                |
| 2L    | Equipaggio registrato alla Coppa FIA 2 litri costruttori                                |
| TC    | Equipaggio registrato alla Coppa FIA squadre                                            |
|       | Ulteriori classificazioni                                                               |

### Prove speciali
| Frazione   | Data   | Prova | Ora   | Nome                                      | Lunghezza | Vincitori                        | Tempo   | Leader del rally             |
| ---------- | ------ | ----- | ----- | ----------------------------------------- | --------- | -------------------------------- | ------- | ---------------------------- |
| Frazione 1 | 22 mag | PS1   | 14:30 | SSS Camping General San Martin            | 3,97 km   | Carlos Sainz Luis Moya           | 3'02"8  | Carlos Sainz Luis Moya       |
| Frazione 1 | 23 mag | PS2   | 09:03 | El Condor - Copina A                      | 8,39 km   | Colin McRae Nicky Grist          | 6'49"9  | Carlos Sainz Luis Moya       |
| Frazione 1 | 23 mag | PS3   | 10:01 | Giulio Cesare - Mina Clavero              | 19,23 km  | Tommi Mäkinen Risto Mannisenmäki | 16'42"3 | Didier Auriol Denis Giraudet |
| Frazione 1 | 23 mag | PS4   | 10:40 | Cura Brochero - Nono 1                    | 19,26 km  | Richard Burns Robert Reid        | 9'41"6  | Didier Auriol Denis Giraudet |
| Frazione 1 | 23 mag | PS5   | 12:12 | Chamico - Ambul                           | 24,82 km  | Richard Burns Robert Reid        | 18'16"4 | Richard Burns Robert Reid    |
| Frazione 1 | 23 mag | PS6   | 12:54 | El Mirador - San Lorenzo                  | 20,70 km  | Juha Kankkunen Juha Repo         | 11'38"2 | Richard Burns Robert Reid    |
| Frazione 1 | 23 mag | PS7   | 14:03 | Cura Brochero - Nono 2                    | 19,26 km  | Juha Kankkunen Juha Repo         | 9'33"9  | Richard Burns Robert Reid    |
| Frazione 1 | 23 mag | PS8   | 15:21 | El Condor - Copina B                      | 16,98 km  | Juha Kankkunen Juha Repo         | 13'44"2 | Juha Kankkunen Juha Repo     |
| Frazione 1 | 23 mag | PS9   | 16:38 | Camping General San Martin                | 4,10 km   | Richard Burns Robert Reid        | 2'41"9  | Juha Kankkunen Juha Repo     |
|            |        |       |       |                                           |           |                                  |         |                              |
| Frazione 2 | 24 mag | PS10  | 08:58 | La Cumbre - Agua de Oro                   | 23,67 km  | Richard Burns Robert Reid        | 20'11"6 | Didier Auriol Denis Giraudet |
| Frazione 2 | 24 mag | PS11  | 09:59 | Colonia Caroya                            | 3.40 km   | Didier Auriol Denis Giraudet     | 2'22"9  | Didier Auriol Denis Giraudet |
| Frazione 2 | 24 mag | PS12  | 10:45 | Ascochinga - La Cumbre                    | 28,93 km  | Richard Burns Robert Reid        | 18'51"7 | Didier Auriol Denis Giraudet |
| Frazione 2 | 24 mag | PS13  | 12:55 | Tanti - Cosquin                           | 16,14 km  | Carlos Sainz Luis Moya           | 8'36"6  | Richard Burns Robert Reid    |
| Frazione 2 | 24 mag | PS14  | 13:48 | Villa Giardino - La Falda                 | 22,53 km  | Juha Kankkunen Juha Repo         | 16'28"7 | Richard Burns Robert Reid    |
| Frazione 2 | 24 mag | PS15  | 15:28 | Capilla Monte - San Marcos Sierra         | 23,03 km  | Carlos Sainz Luis Moya           | 17'35"6 | Richard Burns Robert Reid    |
| Frazione 2 | 24 mag | PS16  | 15:59 | San Marcos Sierra - Charbonier            | 9,80 km   | Richard Burns Robert Reid        | 6'38"3  | Richard Burns Robert Reid    |
|            |        |       |       |                                           |           |                                  |         | Richard Burns Robert Reid    |
| Frazione 3 | 25 mag | PS17  | 09:28 | Santa Rosa de Calamuchita - San Agustin 1 | 26,16 km  | Richard Burns Robert Reid        | 15'24"7 | Richard Burns Robert Reid    |
| Frazione 3 | 25 mag | PS18  | 10:11 | Las Bajadas - Villa del Dique 1           | 18,72 km  | Juha Kankkunen Juha Repo         | 9'56"3  | Richard Burns Robert Reid    |
| Frazione 3 | 25 mag | PS19  | 11:27 | Amboy - Santa Rosa de Calamuchita 1       | 21,33 km  | Juha Kankkunen Juha Repo         | 11'18"8 | Richard Burns Robert Reid    |
| Frazione 3 | 25 mag | PS20  | 12:43 | Santa Rosa de Calamuchita - San Agustin 2 | 26,16 km  | Tommi Mäkinen Risto Mannisenmäki | 15'12"9 | Richard Burns Robert Reid    |
| Frazione 3 | 25 mag | PS21  | 13:26 | Las Bajadas - Villa del Dique 2           | 18,72 km  | Juha Kankkunen Juha Repo         | 9'58"0  | Richard Burns Robert Reid    |
| Frazione 3 | 25 mag | PS22  | 14:42 | Amboy - Santa Rosa de Calamuchita 2       | 21,33 km  | Juha Kankkunen Juha Repo         | 11'16"9 | Juha Kankkunen Juha Repo     |

## Classifiche mondiali
Classifica piloti
| Pos. | Pos. | Pilota            | Punti |
| ---- | ---- | ----------------- | ----- |
| 1    |      | Tommi Mäkinen     | 32    |
| 2    |      | Didier Auriol     | 32    |
| 3    |      | Colin McRae       | 23    |
| 4    |      | Carlos Sainz      | 23    |
| 5    |      | Philippe Bugalski | 20    |
| 6    |      | Juha Kankkunen    | 18    |
| 7    |      | Richard Burns     | 13    |
| 8    |      | Jesús Puras       | 6     |
| 9    |      | Thomas Rådström   | 5     |
| 10   |      | Freddy Loix       | 3     |
| 11   |      | François Delecour | 3     |
| 11   |      | Ian Duncan        | 3     |
| 13   |      | Bruno Thiry       | 3     |
| 14   |      | Petter Solberg    | 2     |
| 15   |      | Harri Rovanperä   | 1     |
| 16   |      | Piero Liatti      | 1     |

Classifica costruttori WRC
| Pos. | Pos. | Squadra                      | Punti |
| ---- | ---- | ---------------------------- | ----- |
| 1    |      | Toyota Castrol Team          | 67    |
| 2    |      | Marlboro Mitsubishi Ralliart | 41    |
| 3    | 1    | Subaru World Rally Team      | 36    |
| 4    | 1    | Ford Motor Co Ltd            | 35    |
| 5    |      | SEAT Sport                   | 8     |